# Interlace-Modus
Der Interlace-Modus bei einem Sekundärradar, oft auch englisch Mode-Interlace genannt, bezeichnet die Möglichkeit, zeitlich gestaffelt unterschiedliche Abfragen in aufeinanderfolgenden Impulsperioden auszusenden. Für die Dauer der Beleuchtungszeit des Zieles sind diese Impulsperioden in einem vorgegebenen Ablauf verschachtelt.
Die Funktion eines Sekundärradars besteht darin, dass ein Transponder in einem Flugzeug abgefragt wird und die Antwort in der durch eine Laufzeitmessung errechneten Entfernung auf den Radarschirm in der Nähe des Zielzeichens dargestellt wird. Das Sekundärradar kann bis zu sechs verschiedene Abfragen mit unterschiedlichem Inhalt, die als Mode bezeichnet werden, durchführen. Die Antworten werden als Code bezeichnet und sind für sich allein mehrdeutig. Sie erhalten nur einen Sinn, wenn die dazugehörige Fragestellung (hier der Mode) bekannt ist. Da die Abfrage zeitlich an den Sendeimpuls des Radars gebunden ist, kann innerhalb einer Impulsperiode also nur eine einzelne Sekundärradarabfrage durchgeführt werden.
Von den derzeit 6 gebräuchlichen Modes (Mode 1, Mode 2, Mode 3A, Mode C, military Mode 4, Mode S) werden je nach dem im Abfragegerät (Interrogator) verwendeten System bis zu drei im Interlace-Modus quasi-gleichzeitig abgefragt. Da bei analogen Radargeräten mehrere Sendeimpulse notwendig sind, um ein Zielzeichen zu erzeugen (Pulsintegration), liegen die Antworten von den drei verschiedenen Modes gleichzeitig zur Zielbearbeitung an.
Im Allgemeinen wird ein 3-Mode-Interlace verwendet, wobei die Modes 3A und C von Abfrage zu Abfrage alternierend und die militärisch genutzten Modes 1 und 2 von einer Antennenumdrehung zur anderen abwechselnd abgefragt werden können. Die Antworten werden gespeichert und stehen dem Nutzer somit ständig zur Verfügung.
| Reihenfolge der Abfrage                      | eine Antennen- umdrehung lang:                            | in der nächsten Antennenumdrehung:                        |
| 1. Sendeimpuls 2. Sendeimpuls 3. Sendeimpuls | - Mode 1 - Mode 3/A - Mode C - Mode 1 - Mode 3/A - Mode C | - Mode 2 - Mode 3/A - Mode C - Mode 2 - Mode 3/A - Mode C |

Im neueren Identifizierungssystem Mode S wird die klassische Reihenfolge der Abfrage durch die zusätzliche selektive Abfrage unterbrochen. Die Abfragegeräte moderner Monopulsradar verwenden den Interlacemodus nicht. Sie beschränken sich nur noch auf die selektiv abgefragten Mode S Antworten der Transponder. Dessen Informationen werden fest mit dem Zielzeichen verknüpft und über Netzwerke anderen Radargeräten mitgeteilt, so dass nur noch eine Abfrage für ein Ziel notwendig ist, solange es sich im Erfassungsbereich des Radars oder einer Gruppe von Radargeräten befindet.